# Teuta Durrës
Teuta Durrës (Klubi Sportiv Teuta Durrës) är en albansk sportklubb från staden Durrës. Klubben bildades år 1920 under namnet KS Urani och bytte år 1922 namn till KS Durrës. År 1991 fick klubben sitt nuvarande namn.[källa behövs]
Herrfotbollslaget spelar för närvarande i Albaniens högsta division, Kategoria Superiore och spelar på Stadiumi Niko Dovana i Durrës. Klubben har vunnit Kategoria Superiore en gång (säsongen 1993/1994) samt den albanska cupen tre gånger (1994/1995, 1999/2000 och 2004/2005).[källa behövs]

## Fotboll

### Resultat per säsong
| Säsong    | Nivå | Liga                | Placering | Referens |
| --------- | ---- | ------------------- | --------- | -------- |
| 2018/2019 | 1    | Kategoria Superiore | 3         | [ 1 ]    |
| 2019/2020 | 1    | Kategoria Superiore | 5         | [ 2 ]    |
| 2020/2021 | 1    | Kategoria Superiore | 1         | [ 3 ]    |
| 2021/2022 | 1    | Kategoria Superiore | 6         | [ 4 ]    |
| 2022/2023 | 1    | Kategoria Superiore | 6         | [ 5 ]    |
| 2023/2024 | 1    | Kategoria Superiore | 6         | [ 6 ]    |
| 2024/2025 | 1    | Kategoria Superiore | 6         | [ 7 ]    |

## Volleyboll
Damlaget har blivit albanska mästare fem gånger. Även herrlaget har blivit albanska mästare fem gånger.